# Microsphinx
Microsphinx é um gênero de mariposa pertencente à família Bombycidae.